# Derechos humanos en Rusia
Como un sucesor de la Unión Soviética (URSS), la Federación Rusa permanece atado legalmente a los instrumentos de derechos humanos adoptados por la URSS, tales como el Pacto Internacional de Derechos Civiles y Políticos y el Pacto Internacional de Derechos Económicos, Sociales y Culturales (adoptados completamente). A finales de la década de los 90, también firmó la Convención Europea de Derechos Humanos (con reservas) y, desde 1998, el Tribunal Europeo de Derechos Humanos en Strasbourg se convirtió en la última corte de apelación para los ciudadanos rusos en su sistema nacional de justicia.
De acuerdo al Capítulo 1, Artículo 15 de la Constitución de 1993, estas materializaciones del derecho internacional tienen precedencia sobre la legislación nacional. Sin embargo, desde el segundo periodo de mandato presidencial de Vladímir Putin (2004-2008), hubo un incremento en los reportes de violaciones a los derechos humanos, y desde las elecciones del Duma Estatal en 2011 y la reasunción de Putin a la presidencia en la primavera del 2012 ha habido una respuesta legislativa desconsiderada hacia muchos derechos constitucionales e internacionales. En diciembre de 2015 pasó una ley que le daría a la legislación nacional precedencia sobre los tratados legales internacionales, que aún no ha sido aplicada.
Como miembro del Consejo de Europa y signatario de la Convención Europea de Derechos Humanos, Rusia tiene obligaciones internacionales concernientes al tema de los derechos humanos. En la introducción del reporte de 2014 sobre la situación en Rusia, el Comisario de derechos humanos del Consejo de Europa destacó que el «cambio radical desde el colapso de la Unión Soviética era innegable». Vladímir Lukin, antiguo Defensor del pueblo de la Federación Rusa, constantemente calificó la situación de derechos humanos en Rusia como insatisfactoria, reconociendo que construir una sociedad civil y estatal regida por la ley en un país tan complejo como Rusia requeriría de un largo y duro proceso.
Durante 2002-2004, Freedom House consideró a Rusia «parcialmente libre» con calificaciones de 5 tanto en derechos políticos como en libertades civiles (siendo 1 totalmente libre y 7 sin libertad), y «sin libertad» con una calificación de 6 en derechos políticos y de 5 en libertades civiles de 2005-2008, de acuerdo con su Informe Freedom in the World. En 2006, la revista The Economist publicó un rating de democracia, colocando a Rusia en el puesto 102 entre 167 países y definiéndola como un «régimen híbrido con una tendencia hacia la restricción de los medios de comunicación y de otras libertades civiles». Para el 2016, la Federación Rusa se hundió más en el rango de Freedom House:
Desde 1998, el Consejo Europeo de Derechos humanos ha sido inundado con casos de Rusia. Para el 1 de junio de 2007, 22.5% de sus casos pendientes eran dirigidos contra la Federación Rusa. En 2006 hubo 151 solicitudes admisibles contra Rusia (de 1634 de todos los países), mientras que en 2005 - 110 (de 1036), en 2004 - 64 (de 830), en 2003 - 15 (de 753) y en 2002 - 12 (de 578).

## Derechos constitucionales
Según la Constitución de la Federación Rusa, Rusia es un estado de derecho federal y democrático, con una forma de gobierno republicana. Los derechos y libertades de la persona humana están consagrados en el capítulo 2 de la misma, titulado "Derechos y libertades del hombre y del ciudadano" y se aplican para todo ciudadano ruso dentro del territorio del país. Los mismos se hallan protegidos de igual manera, sin establecerse jerarquías de unos sobre otros. El control sobre el cumplimiento de los derechos humanos en las actividades de los órganos estatales y funcionarios de Rusia lo realiza el comisionado de los Derechos Humanos.
La constitución garantiza los siguientes derechos humanos: 
Personales
La mayoría de estos derechos son naturales, es decir, no están relacionados con la pertenencia a un estado.
- Derecho a la vida (art. 20).
- Derecho a la dignidad (art. 21, párrafo 1).
- Derecho a la seguridad (art. 21, párrafo 2).
- Derecho a la libertad y la inviolabilidad personal (art. 22).
- Derecho a la inviolabilidad de la vida privada, la intimidad personal y familiar y la protección del honor y el buen nombre (art. 23).
- Derecho al secreto de la correspondencia, de las conversaciones telefónicas, de las comunicaciones postales, telegráficas y de otro tipo (art. 23, párrafo 2).
- Derecho a conocer los documentos y materiales que afecten directamente sus derechos y libertades (art. 24, párrafo 2).
- Derecho a la inviolabilidad del domicilio (art. 25).
- Derecho a determinar y declarar su pertenencia nacional (art. 26, párrafo 1).
- Derecho a usar su lengua materna (art. 26, párrafo 2).
- Derecho a moverse libremente, elegir un lugar de residencia y permanencia (art. 27, párrafo 1).
- Derecho a salir libremente de la Federación Rusa y regresar sin impedimentos (art. 27, párrafo 2).
- Libertad de conciencia y religión (art. 28).
- Libertad de pensamiento y expresión (art. 29, párrafo 1).
- Derecho a la información (art. 29, párrafo 4).

Políticos
Surgen a partir del estado de ciudadanía. Algunos de estos pueden estar restringidos para extranjeros.
- Derecho a la información (art. 29).
- Derecho de asociación, libertad de sindicatos y partidos (art. 30).
- Derecho de reunión, manifestación, marcha y piquete (art. 31).
- Derecho a participar en la administración del estado (art. 32, párrafo 1).
- Derecho a elegir y ser elegido (art. 32, párrafo 2).
- Derecho a presentar peticiones a los órganos estatales (art. 33).

Socioeconómicos
- Libertad de la actividad empresarial (art. 34).
- Derecho a la propiedad privada (art. 35, 36).
- Derecho a la herencia (art. 35, párrafo 4).
- Libertad de trabajo, derecho a condiciones laborales seguras e higiénicas (art. 37).
- Derecho a la protección contra el desempleo (art. 37).
- Derecho al descanso (art. 37).
- Derecho a la maternidad, infancia y paternidad (art. 38).
- Derecho a la seguridad social (art. 39).
- Derecho a la protección de la salud y asistencia médica (art. 41).
- Derecho a un medio ambiente favorable (art. 42).
- Derecho a la educación (art. 43).

Culturales
- Libertad de creatividad y enseñanza (art. 44, párrafo 1).
- Derecho a participar en la vida cultural, utilizar instituciones culturales (art. 44, párrafo 2).
- Acceso a los valores culturales (art. 44, párrafo 2).

Ecológicos
- Derecho a un medio ambiente favorable (art. 42).
- Derecho a información veraz sobre su estado (art. 42).
- Derecho a la compensación por daños causados a la salud o bienes por infracciones ecológicas (art. 42).

## Institucionalización
Los esfuerzos para institucionalizar a cuerpos de derechos humanos oficiales a nivel mundial han sido conjuntos. En Rusia, las bases legales para esto se sentaron el 22 de noviembre de 1991, cuando el Sóviet Supremo de la Federación Rusa adoptó el Convenio Europeo para la Protección de los Derechos Humanos y de las Libertades Fundamentales, que luego fue incorporado a la Constitución de 1977.
En 1993 se ratifica la actual Constitución Rusa, que garantiza el reconocimiento de los derechos y las libertades de los individuos y ciudadanos en la Federación Rusa en conformidad con los principios y las normas del derecho internacional (artículo 17) y establece que las normas de los tratados internacionales tienen prioridad sobre las leyes domésticas (artículo 15). Como una garantía adicional, su artículo 135 hace más difícil la modificación de algunos artículos, como el artículo 2, el cual establece que el respeto y la protección de las libertades y los derechos individuales son deber del Estado. La Constitución además autorizó al parlamento en su artículo 103 para nombrar o despedir a un comisionado para los derechos humanos, por lo cual en enero de 1994 el Duma Estatal asignó para el cargo al defensor de derechos humanos Sergei Kovalev, quien fue despedido en marzo de 1995 por sus informes sobre la guerra en Chechenia.
El 28 de febrero de 1996, Rusia firmó el Convenio Europeo para la Protección de los Derechos Humanos y de las Libertades Fundamentales, luego que aceptaran su petición para ser miembro del Consejo Europeo. En marzo de 1997 entró en vigencia la Ley Constitucional Federal Sobre el Alto Comisionado para los Derechos Humanos en la Federación Rusa, la cual estableció el estatus de Alto Comisionado de los Derechos Humanos y su indipendencia de cualquier autoridad estatal u oficial, así como la fundación de comisionados regionales en todo el territorio ruso.
En 1998, la Asamblea Federal Rusa ratificó el Convenio antes firmado, con lo cual Rusia se comprometió a cumplir sus cláusulas y se sometió al veredicto del Tribunal Europeo de Derechos Humanos. Consecuentemente, en mayo del mismo año, Rusia se volvió un miembro completo del Consejo Europeo. Ese mismo mes, el Duma Estatal escogió para el cargo de Alto Comisionado de los Derechos Humanos al diputado del Duma, doctor en leyes, abogado especializado y professor Oleg Mironov. A este le siguieron:
- Vladímir Lukin, doctor en ciencias históricas, embajador extraordinario y plenipotenciario de la Federación Rusa para Estados Unidos, quien duró dos términos de 2004-2014.
- Ela Pamfilova, exministra de Protección Social y expresidenta del Consejo para las Instituciones de Sociedades Civiles y Derechos Humanos. Renunció en marzo de 2016.
- Tatiana Moskalkova, Alta Comisionada desde el 22 de abril de 2016.

## Sistema judicial
De acuerdo a Amnistía Internacional, el Poder Judicial en Rusia está sujeto a manipulación política por parte de las autoridades. De acuerdo a la constitución de Rusia, los más altos cargos judiciales son designados por el Consejo de la Federación, después de una nominación hecha por el presidente de Rusia. En su libro La Rusia de Putin, Anna Politkovskaya describe la historia de jueces que no siguieron "órdenes de arriba" y fueron atacados o destituidos de sus cargos. En una carta abierta de 2005, la jueza retirada Olga Kudeshkina criticó al presidente de la corte de la ciudad de Moscú, O. Egorova, por "recomendar a los jueces tomar buenas decisiones", lo cual afirma, causó el retiro de más de 80 jueces en Moscú durante el periodo de 2002 a 2005.
En la década de los 90, el sistema carcelario de Rusia fue ampliamente señalado como conflictivo por los medios de comunicación y grupos de derechos humanos. Hubo muchos casos pendientes y retraso en los juicios, resultando en largas detenciones antes del juicio; además de que las prisiones no alcanzaban los estándares internacionales, siendo la tuberculosis un serio y generalizado problema. Grupos de derechos humanos estimaron que alrededor de 11,000 privados de libertad y personas detenidas mueren anualmente, en su mayoría debido a la sobrepoblación, las enfermedades y la falta de cuidado médico. Un informe de medios de comunicación de 2006 apunta a una campaña de reformas penitenciarias con resultados aparentes en las condiciones de la cárceles. La Agencia Suiza para Desarrollo y Cooperación ha estado trabajando para reformar las prisiones en Rusia desde 1997, en concordancia con esfuerzos del gobierno federal.

## Tortura y abuso
La constitución de Rusia prohíbe la detención arbitraria, la tortura y al trato abusivo. En su Capítulo 2, Artículo 21 se lee: "Nadie debe ser sujeto a tortura, violencia o a cualquier otro trato severo o humillante o castigo." Sin embargo, la policía practica con regularidad la tortura en sus interrogatorios, incluyendo golpizas, electrochoques, violaciones y asfixia. En el año 2000, el Defensor del Pueblo Oleg Mironov estimó que el 50% de los prisioneros con los que él habló clamaron haber sido torturados.
Amnistía Internacional reportó que las fuerzas militares rusas en Chechenia se involucraron en tortura. En los casos más extremos, cientos de personas de la calle fueron arbitrariamente arrestadas, golpeadas, torturadas y violadas por fuerzas especiales de la policía. Tales incidentes ocurrieron no solo en Chechenia, sino también en ciudades rusas como Blagovéshchensk, Bezetsk, Nefteyugansk, y otras. En 2007, Radio Svoboda ("Radio Freedom", parte de Radio Liberty) reportó que en Moscú se creó un grupo no oficial llamado "Rusia la golpeada" por parte de activistas por los derechos humanos y periodistas que "sufrieron golpizas en numerosas ciudades rusas".
En junio de 2013, Martiros Demerchyan, quien trabajó como constructor para los Juegos Olímpicos de Sochi 2014, afirmó haber sido torturado por la policía de Sochi. Demerchyan negó las acusaciones de su supervisor de robar cableado, pero cuando regresó a su trabajo para recibir su paga, se encontró con varios oficiales de policía que lo golpearon quebrándole dos dientes y lo asaltaron sexualmente con una palanqueta. Fue llevado al hospital, donde los doctores le dijeron a su familia no haber encontrado daños graves.
La humillación y la tortura también se hallan extendidas entre las Fuerzas Armadas de Rusia, donde se realiza la práctica informal llamada dedovshchina, que es el abuso sistemático hacia los nuevos conscriptos por parte de sus superiores, y por la cual cada año mueren cientos de hombres jóvenes por golpizas o suicidio. La Unión de los Comités de las Madres de Soldados de Rusia, reporta que algunos soldados son obligados a prostituirse a cambio de dinero para sus superiores.

## Crimen

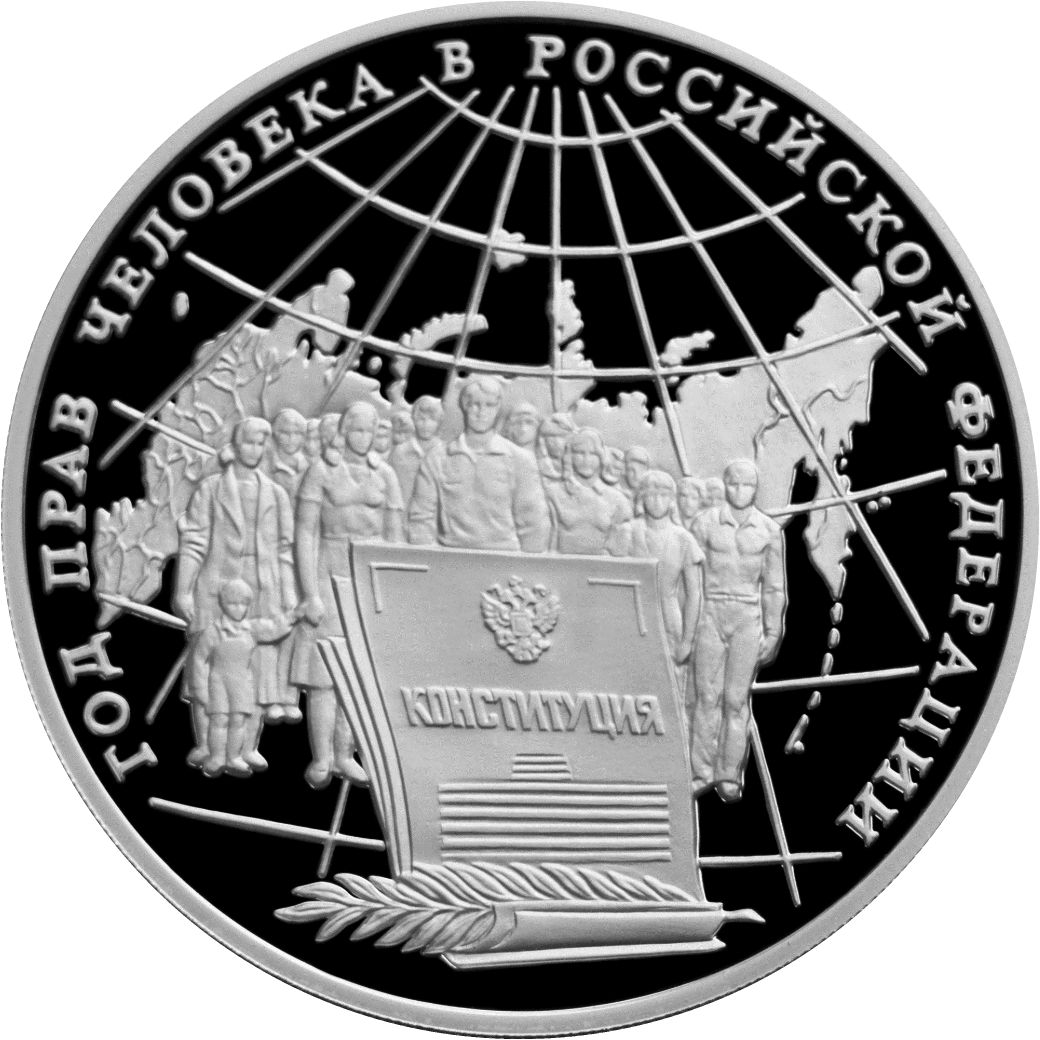
Moneda conmemorativa de los Juegos Mundiales de la Juventud

En la década de los 90, el crecimiento del crimen organizado y la fragmentación de las agencias de seguridad en Rusia coincidió con un agudo crecimiento de la violencia contra figuras del mundo de los negocios, oficiales del estado y otras figuras públicas.
De acuerdo a información de Demoscope Weekly, la tasa de homicidios en Rusia mostró un incremento de 15 muertes cada 100 mil habitantes en 1991 a 32.5 en 1994, bajó a 22.5 en 1998, volvió a subir llegando a un máximo de 30.5 en 2002, para luego bajar a 20 homicidios cada 100 mil habitantes en 2006. La tasa de homicidios en Rusia continuó bajando hasta llegar a un mínimo de 8,9 muertes cada 100,000 habitantes en 2013.

## Libertad política

### Elecciones
El 4 de diciembre de 2011, en Rusia se celebraron elecciones legislativas. El Parlamento Europeo llamó por elecciones justas y libres y una investigación completa e inmediata de todos los reportes de fraude. De acuerdo a diputados del parlamento europeo, Rusia no alcanzó los estándares electorales fijados por la Organización para la Seguridad y la Cooperación en Europa (OSCE). Los hallazgos preliminares de la Oficina para las Instituciones Democráticas y los Derechos Humanos (ODIHR) reportaron violaciones en el procedimiento, falta de imparcialidad mediática, hostigamiento hacia los observadores independientes y una pobre separación entre el estado y el partido político.

### Casos de espionaje
Tras el colapso de la Unión Soviética, que coincidió con una reducción del financiamiento gubernamental a la ciencia, muchos científicos ampliaron sus contactos con laboratorios extranjeros. Algo a resaltar es que actualmente las normas administrativas de secretividad en Rusia todavía son más estrictas que las aceptadas en Occidente. Hubo muchos casos de acusaciones por parte del Servicio Federal de Seguridad ruso hacia científicos por presuntamente revelar secretos a extranjeros, pero estos, respaldados por sus colegas, se defendieron diciendo que la información provenía de fuentes ya desclasificadas. Muchos de estos casos generaron reacciones públicas, pero otros se mantuvieron en cuartos a puertas cerradas, lejos de la mirada pública.
Los científicos acusados fueron:

- Ígor Sutiaguin, sentenciado a 15 años por espionaje.[42]
- Evgeny Afanasyev y Svyatoslav Bobyshev, sentenciados a 12 años y medio y a 12 años por alta traición.[43] Grupos de derechos humanos declararon que el proceso llevado a cabo violó la Declaración Universal de los Derechos Humanos y el Pacto Internacional de Derechos Civiles y Políticos.[44]
- El científico Igor Reshetin, director del cohete ruso e investigador espacial TsNIIMash-Export, condenado a 11 años y medio. Tanto él como 4 científicos más fueron acusados de vender tecnología militar rusa a espías chinos.
- El físico Valentin Danilov, sentenciado a 14 años por espionaje.[45]
- El químico físico Oleg Korobeinichev, mantenido bajo juramento escrito de no abandonar la ciudad desde 2006.[46] En mayo de 2007 el caso contra él fue cerrado por falta de pruebas, y en julio sus acusadores se disculparon con él por la "imagen de espía" que le dieron.[47]
- El académico Oskar Kaibyshev, a quien se le dictó una suspensión de la pena de 6 años y una multa de 132,000 dólares estadounidenses.[48][49]

El ecologista y periodista Alexander Nikitin, quien trabajó con la Fundación Bellona, fue también acusado de espionaje tras publicar material exponiendo los peligros generados por la flota nuclear de la Marina Rusa. Fue exonerado en 1999 tras varios años de prisión en los que su caso fue reabierto 13 veces. Otros casos fueron los de los periodistas y ecologistas Grigory Pasko, sentenciado a 3 años de prisión y luego liberado bajo amnistía general, Vladímir Petrenko, quien describió los peligros creados por los almacenes químicos de guerra y estuvo retenido en confinamiento durante 7 meses antes del juicio; y Nikolái Shchur, cabeza de la Fundación Ecológica Snezhinskiy que permaneció retenido en confinamiento durante 6 meses.

### Otros casos
Víktor Orejov, un antiguo capitán de la KGB que asistió a los disidentes soviéticos y fue sentenciados a 8 años de prisión en la era soviética, fue sentenciado en 1995 a 3 años de prisión por presunta posesión de una pistola y revistas. fue liberado luego de un año y abandonó el país.
Vil Mirzayanov, procesado por un artículo de 1992 en el que afirmaba que Rusia trabajaba en armas químicas de destrucción masiva, ganó el caso y migró a Estados Unidos.
Vladímir Kazantsev fue arrestado en agosto de 1995 por revelar la compra ilegal de dispositivos de espionaje a firmas extrajeras, y liberado al final del año, aunque el caso no fue cerrado.
El 9 de enero de 2006, el periodista Vladímir Rajmankov multado con 20,000 Rublos (unos 695 USD) por presunta difamación al presidente con su artículo "Putin como un símbolo fálico de Rusia".
El 10 de mayo de 2014, el cineasta ucraniano Oleh Sentsov fue arrestado en Simferopol, Crimea. Fue llevado a Rusia, donde fue condenado a 20 años de prisión por supuestas actividades terroristas. Amnistía Internacional consideró el juicio injusto y pidió la liberación de Sentsov. Human Rights Watch describió el juicio como un ensayo político que pide la liberación del cineasta.
Los disidentes políticos de las antiguas repúblicas Soviéticas, como Tayikistán y Uzbekistán, son frecuentemente arrestados por la FSB y extraditados a estos países para su procesamiento, a pesar de las protestas de organizaciones de derechos humanos. Además, los servicios de seguridad de Tayikistán, Uzbekistán, Turkmenistán y Azerbaiyán secuestran personas en Rusia con el beneplácito implícito de la FSB.
Muchas personas fueron puestas en detención para impedir que se manifestaran durante la 32 cumbre del G8 en 2006.
Un hombre que sostenía una hoja de papel en blanco fue detenido de inmediato en Novosibirsk. En diversas protestas dentro del país, se han detenido a varios manifestantes que sostenían simplemente hojas de papel en blanco. Un streamer ruso, Stepan Scoffy, fue detenido por profanar la bandera de Rusia en directo tras recibir una donación digital.

## Libertad de culto
La constitución de Rusia ampara la libertad de consciencia (artículo 28), la igualdad de todos los credos religiosos ante la ley y la separación de la iglesia y el Estado. En su reporte de 2005, el entonces Comisionado de los Derechos Humanos dijo que Rusia había logrado "un progreso significativo en la observancia de la libertad de culto y las actividades legales de las asociaciones religiosas, superando la herencia del totalitarismo, la dominación de una única ideología y la dictadura de un partido", afirmando que sus ciudadanos rara vez sufren de violaciones a su libertad de consciencia. La Oficina del Comisionado solía recibir anualmente de 200 a 250 quejas relacionadas con violaciones a este derecho.
Rusia es un país multicultural, con un 61% de cristianos ortodoxos, un 12% de musulmanes, 1% de judíos y alrededor de 1% de católicos. Álvaro Gil-Robles calificó las relaciones con los diferentes representantes de las comunidades religiosas como armoniosas, enfatizando el apoyo brindado por las autoridades tanto federales como regionales hacia estas, y destacando el ejemplo de Tartaristán como un espacio multicultural. Aunque también reconoció que los católicos no son tan tomados en cuenta como los miembros de otras religiones.
El problema radica en la presión que ejercen grupos nacionalistas y católicos ortodoxos sobre grupos religiosos "no tradicionales". Vladímir Lukin señaló que a pesar de que la cantidad de organizaciones religiosas crece constantemente (22,144 en 2005), muchas de ellas no logran obtener el reconocimiento legal, como ser los Testigos de Jehová, la Asociación Internacional para la Conciencia de Krishna y otros.
En octubre de 1997, el Duma aprobó una compleja ley que separa a los "grupos" religiosos y a las "organizaciones" religiosas, e introduce la posibilidad de que los grupos de 15 años o más obtengan el estado de acreditados.
De acuerdo al sacerdote ruso Gleb Yakunin, esta ley "favorece enormemente a la iglesia Ortodoxa Rusa a expensas de otras religiones, incluyendo el judaísmo, el catolicismo y el protestantismo", y es "un paso atrás en el proceso de democratización de Rusia".
En junio de 2005, la Asamblea Parlamentaria del Consejo de Europa adoptó una declaración que garantiza la "omisión de cualquier tipo de discriminación legal, administrativa y fiscal contra las así llamadas confesiones no tradicionales".
La activista de los derechos humanos, Anna Politkovskaya describió casos de persecución e incluso asesinatos de musulmanes por parte de los cuerpos de seguridad rusos en el Cáucaso septentrional, aunque hay muchos musulmanes en altos cargos gubernamentales, empresariales y del Duma.

## Libertad de prensa
Reporteros sin Fronteras colocó a Rusia en el puesto 147 (de 168 países) en el índice de Libertad de Prensa en el Mundo. Según el Comité para la Protección de los Periodistas, 47 periodistas fueron asesinados en Rusia por su actividad profesional desde 1992 hasta enero de 2008; 13 durante el mandato de Boris Yeltsin, y el resto bajo la presidencia de Vladímir Putin. Para la Fundación para la Defensa de la Glásnost, las cifras anuales sobre muertes sospechosas de periodistas o gente de los medios, de asaltos a los mismos y de ataques a oficinas de periodismo son las siguientes:
| Año  | Muertes / Desaparecidos | Asaltos a periodistas | Ataques a oficinas |
| ---- | ----------------------- | --------------------- | ------------------ |
| 1992 | 1                       | ND                    | ND                 |
| 1993 | 10                      | ND                    | ND                 |
| 1994 | 10                      | ND                    | ND                 |
| 1995 | 16                      | ND                    | ND                 |
| 1996 | 19                      | ND                    | ND                 |
| 1997 | 14                      | ND                    | ND                 |
| 1998 | 11                      | 68                    | 23                 |
| 1999 | 15                      | 73                    | 18                 |
| 2000 | 16                      | 58                    | 15                 |
| 2001 | 17 / 3                  | 79                    | 23                 |
| 2002 | 8                       | 76                    | 23                 |
| 2003 | 13 / 3                  | 88                    | 96                 |
| 2004 | 14 / 1                  | 73                    | 15                 |
| 2005 | 6                       | 63                    | 12                 |
| 2006 | 9                       | 69                    | 12                 |
| 2007 | 8                       | 75                    | 11                 |
| 2008 | 5 / 2                   | 48                    | 5                  |
| 2009 | 11                      | 58                    | 10                 |
| 2010 | 12                      | 58                    | 6                  |
| 2011 | 6 / 1                   | 80                    | 0                  |
| 2012 | 4                       | 94                    | 4                  |
| 2013 | 4                       | 71                    | 4                  |
| 2014 | 5                       | 58                    | 1                  |
| 2015 | 5                       | 70                    | 2                  |
| 2016 | 3                       | 54                    | 1                  |

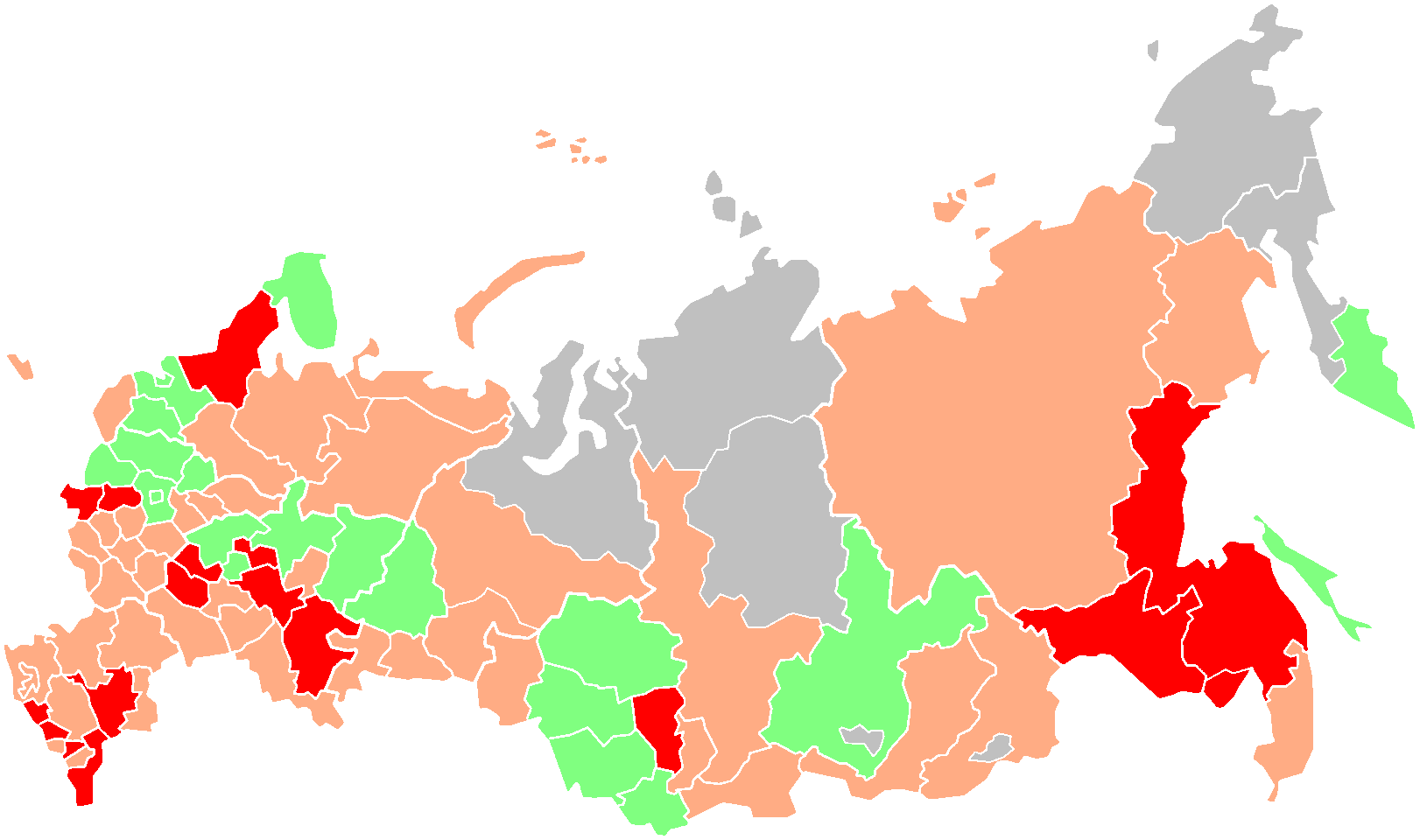
Libertad de prensa en la Federación Rusa, 2006
Verde: bastante libertad
Naranja: no tanta libertad
Rojo: sin libertad
gris: sin datos.

En noviembre de 2006, el oficial retirado de la KGB, Oleg Gordievsky, dijo que la muerte de los escritores Yuri Shchekochijin (autor de Esclavos de la KGB), Aleksandr Litvinenko y la famosa Anna Politkóvskaya (crítica de las acciones rusas en Chechenia) muestran que el FSB ha vuelto a la práctica de asesinatos políticos, practicado anteriormente por el Departamento Trece de la KGB.
En 2008, la periodista opositora Yevgenia Albats dijo en una entrevista con Eduard Steiner que «a los directores de los canales de televisión y los periódicos los invitan cada jueves a la oficina del Kremlin del diputado y cabeza de la administración, Vladislav Surkov, para saber qué noticias deben presentar y dónde. Los periodistas vuelven con enormes salarios».
De acuerdo a Amnistía Internacional, durante y después de los Juegos Olímpicos de Sochi 2014, las autoridades rusas adoptaron una creciente retórica amenazante antioccidente y anti-Ucraniana, a la que se le hizo eco ampliamente a través de los principales medios de comunicación, controlados por el gobierno. A esto le siguió la primera fase de la guerra ruso-ucraniana.

## Libertad de reunión
La constitución rusa (1993) garantiza la libertad de asociación: "Los ciudadanos de la Federación Rusa tienen el derecho a juntarse pacíficamente, sin armas, hacer reuniones, encuentros, manifestaciones, marchas y piquetes." (artículo 31).
De acuerdo a un reporte de 2013 de Amnistía Internacional las protestas pacíficas en Rusia, incluyendo reuniones de grupos pequeños de gente que no presenta ningún inconveniente o amenaza pública, son dispersados rutinariamente por la policía, a menudo usando fuerza excesiva. El día anterior a la inauguración del presidente Putin, los protestantes pacíficos contra las elecciones en Bolotnaya Square, Moscú, fueron detenidos por la policía, quienes usaron fuerza excesiva según Transparencia Internacional. 19 de ellos enfrentaron cargos criminales por "disturbio de masas". Muchos líderes activistas políticos fueron señalados como testigos del caso y sus casas fueron registradas en operaciones ampliamente cubiertas por los canales controlados por el Estado. Alrededor del 6 y 7 de mayo cientos de activistas pacíficos fueron arrestados en Moscú.
Una ley introducida en 2014 fija multas y detenciones de hasta 15 días por demostraciones sin el permiso de las autoridades y sentencias de prisión de hasta 5 años por cometer 3 infracciones. Piquetes de una sola persona han resultado en multas y condenas de 3 años de cárcel.

## Organizaciones no gubernamentales
La casa baja del Parlamento Ruso aprobó una ley requiriendo a las sucursales locales de las ONG extranjeras volver a registrarse como organizaciones rusas sujetas a la jurisdicción rusa y por lo tanto a restricciones financieras y legales más estrictas. La ley permite a oficiales rusos vigilar sus finanzas y actividades locales. Ha sido altamente criticada por Human Rights Watch, la Asociación Memorial y la Fundación INDEM por sus posibles efectos en el monitoreo internacional sobre el estado de los derechos humanos en Rusia.
Incluso la entonces asesora del presidente, Ella Pamfilova, admitió que la ley sofocaba a las ONG.
Bajo esta ley, muchas actividades de ONGs extranjeras fueron suspendidas en octubre de 2006 por el incumplimiento de la misma, con la posibilidad de retomar sus actividades cuando su registro sea completado.
Luego en 2007, alrededor de la mitad de las 500'000 ONGs que operaban en Rusia cesaron sus actividades temporalmente por no registrarse en el tiempo permitido.
En julio de 2012 se aprobó la Ley rusa de "agentes externos" que obliga a las ONG sin ánimo de lucro que participan en "actividades políticas" a registrarse y ser catalogadas como "agentes externos", con lo cual pasan a estar sujetas a más auditorías y mayores restricciones. La ley además pone más barreras para el registro de una ONG en Rusia. El comisionado de los derechos humanos, Vladímir Lukin y otros grupos no gubernamentales apelaron sin éxito contra esta ley ante la Corte Constitucional argumentando que viola el derecho de libertad de asociación y que la definición de "actividades políticas" y de "agentes externos" es muy vaga. La ley además despertó la preocupación del secretario general del Consejo de Europa, Thorbjørn Jagland y de la Alta Representante de Política exterior y de seguridad común de la Unión Europea, y ha sido criticada por PEN Club Internacional, la Organización para la Seguridad y la Cooperación en Europa, la Comisión de Venecia y especialmente por Transparencia Internacional. Muchas ONGs han concluido sus actividades en Rusia gracias a esta ley.
En mayo de 2015, además, se aprobó la ley de "organizaciones indeseables", que da a los entes de justicia el poder de declarar extrajudicialmente a las organizaciones internacionales y extranjeras como indeseables" en Rusia y clausurarlas, condenando con penas a cualquier ente dentro de Rusia que coopere con ellas. La Comisionada de los Derechos Humanos, Ella Pamfilova, dijo que la ley viola la constitución y condenó su restricción de apelación. Fue además criticada por el vocero de la Canciller alemana Ángela Merkel, el Ministro británico de Europa, David Lidington, el Departamento de Estado de Estados Unidos y Amnistía Internacional. Hasta abril de 2017, 9 ONGs han sido marcadas como "indeseables" entre otras propuestas a serlo, tal como la Fundación MacArthur, que cerró sus actividades en Rusia después esto.
En marzo de 2016, Rusia anunció la clausura de la Oficina del Alto Comisionado de las Naciones Unidas para los Derechos Humanos en Moscú, dando a entender que ya había cumplido con su propósito. El jefe de los derechos humanos de la ONU, el príncipe Zeid Ra'ad Al Hussein, mostró su preocupación ante esto.

## Asesinatos sospechosos
Algunos legisladores de oposición y periodistas de investigación fueron sospechosamente asesinados mientras investigaban casos de corrupción y presuntos crímenes cometidos por autoridades estatales o por la FSB, entre ellos: Serguéi Yushenkov, Yuri Schekochijin, Aleksandr Litvinenko, Galina Starovóytova, Anna Politkóvskaya, Paul Klebnikov.